# Липгарт, Андрей Александрович (филолог)
Андре́й Алекса́ндрович Ли́пгарт (род. 1 июня 1970, Москва, СССР) — российский филолог-англист, профессор МГУ, исполняющий обязанности декана филологического факультета МГУ (с 2019). Специалист по вопросам лингвопоэтики и функциональной стилистики.

## Биография
Внук А. А. Липгарта. Окончил филологический факультет МГУ, с 1992 года там же преподаёт, доцент (1997, в должности с 1996), профессор (1998) кафедры английского языкознания. В 1993 году защитил кандидатскую диссертацию «Лингвопоэтическое сопоставление текстов художественной литературы на английском языке»; доктор филологических наук (1996, тема диссертации: «Лингвопоэтическое исследование художественного текста: теория и практика: На материале английской литературы XVI—XX вв.»).
Один из последних учеников видного советского англиста О. С. Ахмановой, автор её научной биографии. Опубликовал также ряд работ по общеязыковедческой теории, функциональной стилистике, проблемам преподавания иностранных языков, творчеству Шекспира.
Заместитель декана по организационной работе (2001—2008), и. о. декана филологического факультета МГУ (с 15 марта 2019).

### Книги
- Липгарт А. А. Лингвопоэтическое сопоставление: теория и метод. — М.: «Московский лицей», 1994.
- Липгарт А. А. Методы лингвопоэтического исследования. — М., 1997.
- Липгарт А. А. Основы лингвопоэтики / учебное пособие. — М.: «Диалог-МГУ», 1999. — 165 с. — ISBN 5-89209-471-5 
 2-е издание, стереотипное — М.: URSS, «КомКнига», 2006. — ISBN 978-5-484-00683-0 
 3-е издание, стереотипное — М.: «КомКнига», 2007. ISBN 978-5-484-00880-3
- Липгарт А. А. Ольга Сергеевна Ахманова. Очерк жизни и научного творчества. — М.: «КомКнига», 2007. — 208 с. — (Выдающиеся ученые МГУ) — ISBN 978-5-484-00934-3
- Липгарт А. А. (A.A. Lipgart). Parody and Style: On «The Da Vinci Code» by Dan Brown, «The Asti Spumante Code» by Toby Clements and «The Va Dinci Cod» by A.R.R.R. Roberts / Пародия и стиль. О романе Дэна Брауна «Код Да Винчи» и двух пародиях на него. (англ.) — М.: «КомКнига», 2007. — 152 с. — ISBN 978-5-484-00997-8

### Другие работы
- Липгарт А. А. Лингвопоэтическое исследование художественного текста: Теория и практика, на материале английской лит., XVI—XX вв.: диссертация … доктора филологических наук: 10.02.04. — М., 1996. — 377 с. + прил. (с. 378—656).
- Akhmanova Readings-…, «Ахмановские чтения-…», конф., Lipgart, Andrej, Липгарт, Андрей New developments in modern anglistics : Akhmanova readings’97 / Under the general editorship of Andrej Lipgart. — М.: «Диалог-МГУ», 1998. — 113 с. — ISBN 5-89209-302-6
- Международная науч.-методическая конф. по преподаванию английского языка в вузе (4; 1997; Москва). Материалы IV Международной научно-методической конференции по преподаванию английского языка в вузе, 17—20 сентября 1997 / Под ред. А. Липгарта. — М.: «Диалог-МГУ», 1998. — 122 с. — ISBN 5-89209-213-5 — 100 экз.